# Adrian Pertl
Adrian Pertl (Sankt Veit an der Glan, 22 de abril de 1996) es un deportista austríaco que compite en esquí alpino.
Ganó una medalla de plata en el Campeonato Mundial de Esquí Alpino de 2021, en la prueba de eslalon gigante. En la Copa del Mundo consiguió un podio en total.

## Palmarés internacional
| Campeonato Mundial | Campeonato Mundial         | Campeonato Mundial | Campeonato Mundial |
| Año                | Lugar                      | Medalla            | Prueba             |
| ------------------ | -------------------------- | ------------------ | ------------------ |
| 2021               | Cortina d'Ampezzo (Italia) | Medalla de plata   | Eslalon            |